# Limea deliciosa
Limea deliciosa is een tweekleppigensoort uit de familie van de Limidae. De wetenschappelijke naam van de soort is voor het eerst geldig gepubliceerd in 1920 door Thiele.